# Lanová dráha Protěž – Slunečná
Lanová dráha Protěž – Slunečná, zvaná také Lanová dráha Protěž, je čtyřsedačková lanovka v lyžařském centru Janské Lázně ve východní části Krkonoš.
Lanová dráha postavená v roce 2004 firmou Doppelmayr slouží pouze v průběhu zimní lyžařské sezóny v lyžařském areálu SkiResort Černá hora - Pec.
Spodní stanice Protěž se nachází přibližně 400 metrů od centra města Janské Lázně v nadmořské výšce 706 metrů. V dolní stanici je umístěn pohon lanové dráhy a rozjezdový pás pro cestující. Samotná lanovka je dlouhá 1275 metrů a končí v horní stanici Slunečná v nadmořské výšce 1005 metrů. Převýšení dráhy je 299 metrů a doba jízdy 8,17 minuty.
Pod lanovou dráhou se nachází červená sjezdovka.

## Galerie

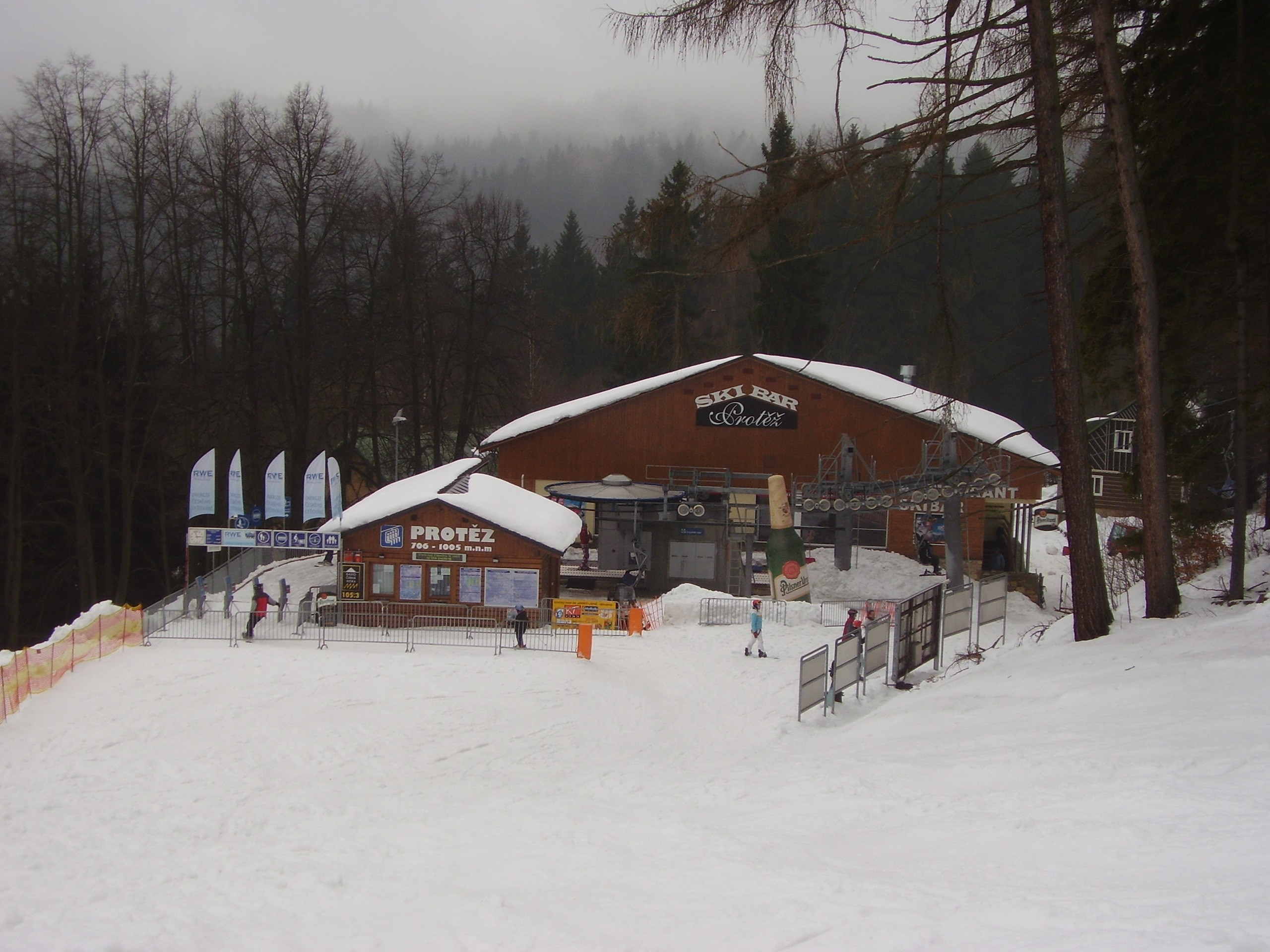
Spodní stanice Protěž
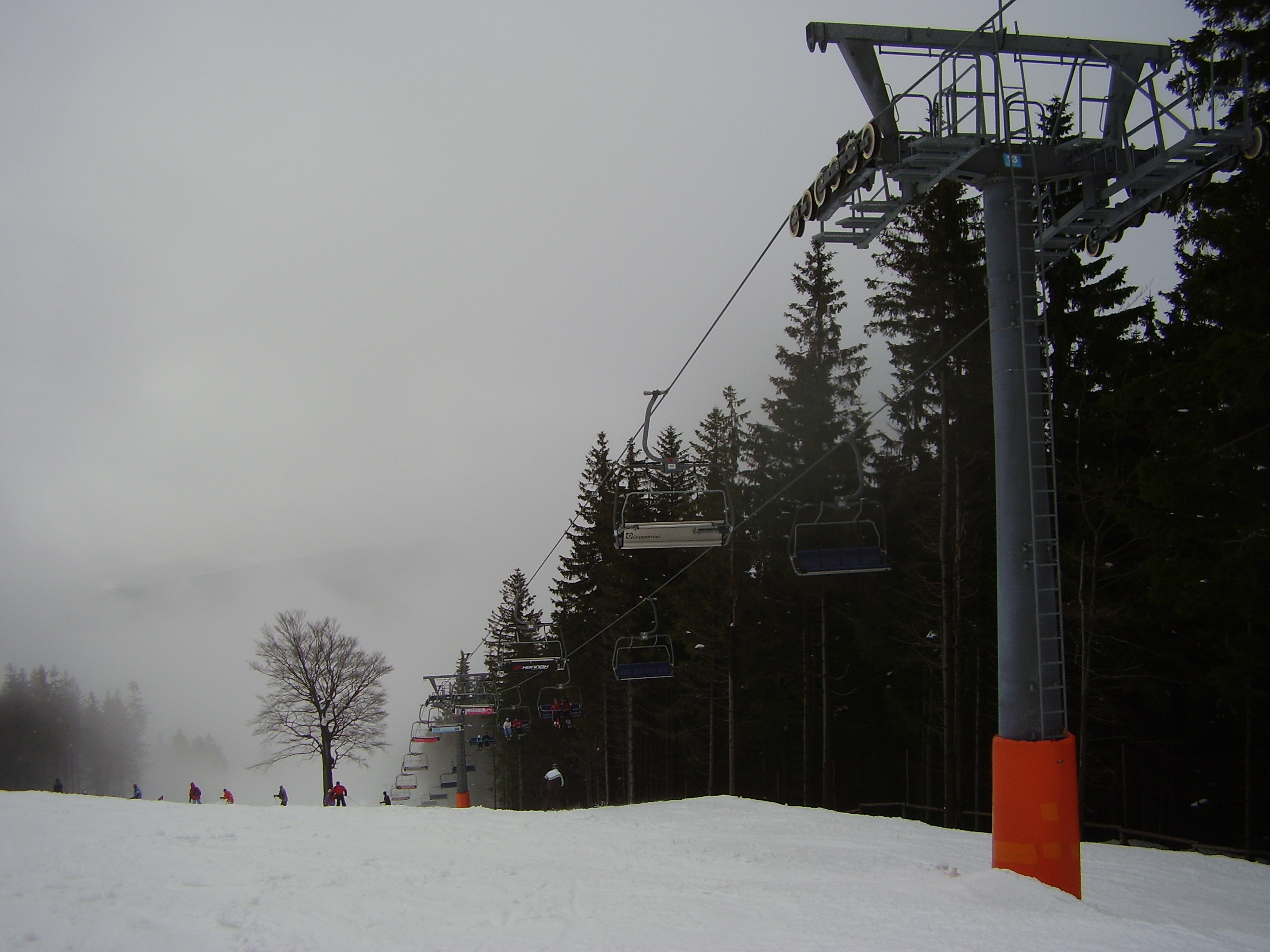
Pohled na lanovou dráhu od horní stanice